# Поморянская поселковая община
Поморянская поселковая общи́на (укр. Поморянська селищна громада) — территориальная община в Золочевском районе Львовской области Украины.
Административный центр — посёлок Поморяны.
Население составляет 7 546 человек. Площадь — 209,3 км².

## Населённые пункты
В состав общины входит 1 посёлок (Поморяны) и 20 сёл:
- Бибщаны
- Богутин
- Жуков
- Загора
- Коропец
- Коропчик
- Красносельцы
- Кропивная
- Кульбы
- Махновцы
- Надельное
- Нестюки
- Подгорье
- Поляны
- Ремезовцы
- Раздорожное
- Сновичи
- Торгов
- Чижов
- Шпиколосы